# فرودگاه منطقه‌ای مک‌کلار-سیپس
فرودگاه منطقه‌ای مک‌کلار-سیپس (به انگلیسی: McKellar-Sipes Regional Airport) یک فرودگاه همگانی بهره‌برداری هوایی با کد یاتا MKL است که یک باند فرود آسفالت دارد و طول باند آن ۱۸۳۱ متر است. این فرودگاه در کشور ایالات متحده آمریکا قرار دارد و در ارتفاع ۱۳۲ متری از سطح دریا واقع شده‌است.